# Pokrajina Viterbo
Pokrajina Viterbo (italijansko Provincia di Viterbo [Provínča di Vitèrbo]) je ena od petih pokrajin, ki sestavljajo italijansko deželo Lacij. Meji na severu z deželama Toskana in Umbrija, na vzhodu s pokrajino Rieti, na jugu z metropolitanskim mestom Rim in na zahodu s Tirenskim morjem.

## Večje občine
Glavno mesto je Viterbo, ostale večje občine so (podatki 31.10.2007):
| Občina            | Prebivalcev |
| ----------------- | ----------- |
| Viterbo           | 60.806      |
| Civita Castellana | 16.495      |
| Tarkvinija        | 16.268      |
| Montefiascone     | 13.364      |
| Vetralla          | 12.943      |

## Naravne zanimivosti
Posebno zanimiva so jezera v pokrajini, ki so v veliki večini vulkanskega izvora. Zaradi tega so skoraj vsa popolnoma okrogle oblike, ker polnijo kaldere ugaslih ognjenikov. Največje je jezero Bolsena, ki meri 113,5 km² in je 151 m globoko, in s tem najobširnejše jezero vulkanskega izvora v Evropi. Na drugo mesto v pokrajini se postavlja jezero Vico, ki je najvišje ležeče od vseh velikih italijanskih jezer (510 m nadmorske višine). Vico ni okroglo, pač pa ima precej valovito obalo, kar baje potrjuje domnevo, da je bilo področje nekoč prepredeno z mnogimi manjšimi ognjeniškimi žreli, čigar skromnejši izbruhi so postopoma oblikovali ozemlje.
Seznam zaščitenih področij v pokrajini:
- Krajinski park Bracciano Martignano (Parco naturale regionale del complesso lacuale Bracciano Martignano)
- Krajinski park Marturanum (Parco regionale Marturanum)
- Naravni rezervat Monte Rufeno (Riserva naturale Monte Rufeno)
- Naravni rezervat Selva del Lamone (Riserva naturale Selva del Lamone)
- Naravni rezervat Tuscania (Riserva naturale di Tuscania)
- Naravni rezervat Monte Casoli di Bomarzo (Riserva naturale provinciale Monte Casoli di Bomarzo)
- Naravni rezervat Lago di Vico (Riserva naturale Lago di Vico)

## Zgodovinske zanimivosti
Pokrajina Viterbo je domovina najstarejših prebivalcev Apeninskega polotoka, Etruščanov in njihovih prednikov. Izkopanine pričajo o prisotnosti villanovanske kulture od desetega stoletja pr. n. št. dalje. Pozneje so se tu razvila bogata Etruščanska mesta (Tarkvinija, Vulci, Velzna (lat. Volsinii), Falerii (danes Civita Castellana)), od katerih so ostala obširna grobišča od osmega stoletja pr. n. št. do prvega stoletja našega štetja. Vsa pokrajina je prepredena z zgodovinskimi spomeniki iz predrimske dobe, medtem ko je ostankov rimljanske kulture bolj malo. Ta podatek lahko pomeni, da so Etruščani ohranjali svojo kulturo še dolgo potem, ko so se asimilirali z Rimljani. Lahko pa tudi pomeni, da se Rimljani niso hoteli vključiti v prej obstoječo visoko kulturo Etruščanov in so jo raje prezrli. Vsekakor se kulturi nista prepletali. Čeprav danes njihovi potomci sprejemajo Etruščansko dediščino kot delček slavne rimljanske kulture, izkopanine ne potrjujejo asimilacije Etruščanov. Do svojega izumrtja so ohranili svojo kulturo in svoje navade, ki si jih je pozneje Rimski imperij prilastil.